# ダンサー (1987年の映画)
『ダンサー』（Dancers）は、1987年のアメリカ合衆国のダンスドラマ映画。ハーバート・ロス監督、ミハイル・バリシニコフ、ジュリー・ケント、アレッサンドラ・フェリ、レスリー・ブラウン出演。ストーリーはバレエ作品の『ジゼル』を映画化しようとするバレエダンサーと劇中の登場人物に似た若い女性との恋愛を描く。公開前に死去したロスの妻ノラ・ケイに捧げられている。本作は公開前から痛烈に批判された。

## ストーリー
イタリアに到着した17歳のバレリーナのリサ・ストラッサーは、空港まで迎えに来たというイタリア人青年のパオロに送られてホテルへと向かう。そのころ製作費削減のためイタリアで撮影されることになった「ジゼル」の映画版の練習を友人のパトリックと行っていた元バレエ団団員のトニー・セルゲエフは、この撮影を最後にバレエダンサーを引退することを考えていた。バレエ団を去ってからのトニーは何の感情も抱かなくなってしまい、バレエもただ踊るだけで気持ちを込めることができなかった。彼は恋人で今回の映画の主役ジゼル役を演じるフランチェスカとの仲もあまりうまくいっていなかった。以前からトニーの舞台を見てきたリサは、尊敬する彼に会えたことに感激する。だが彼の女性関係を知っている先輩バレリーナのナディンから、見ているだけの方がいいと忠告される。一方リサを見たトニーはジゼルに似た彼女に惹かれていく。リハーサルではウェイドら他の出演者と演技の仕方で意見が食い違うが、完璧さだけを求めるトニーは意見を押し通す。
リサに対して興味を持ったトニーがナディンに彼女のことを尋ねると、リサが彼女に気があるパオロとよく一緒にいることを知らされる。撮影日が間近に迫るなか、トニーはリハーサルでさらに厳しく振り付け指導をしていた。そんなときパオロがリサを家族に会わせたいと話し、彼女たちバレリーナは組合が定めるリハーサルの休みの日に彼の家で食事を取ることになった。その日トニーはパトリックと撮影について話をし、彼から退団後のトニーの踊りに成長を感じることができず、ただ踊っているだけで情熱が込められていないと言われる。ある日パオロに付きまとわれているリサを見つけたトニーは、パオロを追い払って彼女を散歩に誘う。リサの後を追ってきたパオロを巻き彼女と人気のない所に来たトニーは、リサと会ったとき子供の頃に見た白樺の木を思い出したことを彼女に伝える。映画製作者らとの話し合いの場で小道具に注文を付けた後、リハーサルでトニーは演技に感情が込められていないナディンに殺したい男のことを考えて演じるよう指導する。リハーサル後、ナディンは赤ちゃん用品を持ってきた別れた夫のウェイドから許してくれるよう頼まれるが、まだ怒っているのが楽しいと言って去っていく。
リサと交流を持つ様になったトニーは彼女をドライブに連れて行き、この前と同じ場所を訪れる。そこでリサから告白されたトニーは、彼女とキスを交わす。撮影の準備が始まったとき、劇場にトニーの婚約者と噂されるコンテッサ・パラディオ伯爵夫人が訪ねてくる。彼女と仲良くしているトニーを見て複雑な気持ちになるリサだが、彼から花束を贈られ元気付けられる。そして撮影の日、パオロが出番前のリサに対してトニーが結婚するという記事が載ったゴシップ雑誌を見せ付けてトニーと別れさせようとするが、リサは写真が合成で記事に信憑性がない所詮ゴシップ雑誌だとつき返し、そんなことを報告しに来たパオロを非難する。しかし出番の合間、楽屋でリサがナディンからトニーの殺し文句として「白樺の木に似ている」という言葉を伝えられショックを受ける。一幕を演じきったトニーはかつてバレエに抱いていた情熱を取り戻し、型にはまらない演技ができたことをパトリックは喜ぶ。トニーと話していたコンテッサは、自分とトニーの結婚報道がされていることをありえないと笑い合う。だがそのとき、撮影の途中でリサが劇場から逃げ出したことを知らされたトニーは、彼女が行くと予想される告白した場所へと急ぐ。

## キャスト
| 役名               | 俳優                       | 日本語吹き替え | 日本語吹き替え |
| 役名               | 俳優                       | テレビ朝日版   | 機内上映版     |
| ------------------ | -------------------------- | -------------- | -------------- |
| トニー・セルゲエフ | ミハイル・バリシニコフ     | 江原正士       | 富山敬         |
| フランチェスカ     | アレッサンドラ・フェリ     |                | 勝生真沙子     |
| ナディン           | レスリー・ブラウン         |                | 土井美加       |
| パトリック         | トミー・ロール             |                | 阪脩           |
| ムリエル           | リン・セイモア             |                | 谷育子         |
| ウェイド           | ヴィクター・バービー       |                | 野島昭生       |
| リサ・ストラッサー | ジュリー・ケント           |                | 岡本麻弥       |
| コンテッサ         | マリアンジェラ・メラート   |                | 小宮和枝       |
| パオロ             | レアンドロ・アマート       |                | 井上和彦       |
| グイド             | ジャンマルコ・トニャッツィ |                |                |
| クールラント公     | デスモンド・ケリー         |                |                |
| バティルド         | クリサ・ケラミダス         |                |                |
| インタビュアー     | エイミー・ウェバー         |                |                |
| パオロの母         | ？                         |                | 沼波輝枝       |
| プロデューサー     | ？                         |                | 安田隆         |

- テレビ朝日版：初回放送1992年4月11日『ウィークエンドシアター』[3]
- 機内上映版：ANAでの上映用。1988年製作。

## スタッフ
- 監督：ハーバート・ロス
- 脚本：サラ・ケルノチャン（英語版）
- 製作：ヨーラム・グローバス、メナヘム・ゴーラン
- 製作総指揮：ジャック・ブロドスキー、ノラ・ケイ
- 撮影監督：エンニオ・グァルニエリ（英語版）,A.I.C.
- プロダクションデザイナー：ジャンニ・クァランタ
- 編集：ウィリアム・H・レイノルズ,A.C.E.
- 衣裳デザイン：アドリアナ・スパダロ
- 音楽：ピノ・ドナッジオ

### 日本語版
テレビ朝日版
- 制作：ザック・プロモーション[3]

機内上映版
- 演出：小林守夫
- 翻訳：入江敦子
- 効果：遠藤堯雄、桜井俊哉
- 録音：TFCスタジオ
- TFC担当：藤原秀典、熊沢博之
- 担当：全日空商事
- 著作：東北新社
- 制作：全日空